# Conocimiento por connaturalidad
En Filosofía, se entiende por conocimiento por connaturalidad (que al igual que afinidad, significa "comunidad de naturaleza") una forma de conocimiento intelectual de lo singular, no obstante que el entendimiento humano, por su carácter abstractivo, recaer sobre lo universal de su objeto, pues opera mediante la incorporación al propio yo del objeto, en virtud de la adaptación del apetito a la singularidad de aquel. La adaptación del apetito se conoce como "coaptatio".
Por ejemplo, un físico conoce las leyes del equilibrio por su estudio científico, mientras que un trapecista las conoce por la experiencia que lo ha ido connaturalizando con ellas, de modo que las percibe por sí mismo, aun cuando no pueda definirlas ni explicarlas como el físico, el que a su vez no podrá actuar en el trapecio. Lo mismo ocurre con un teólogo que conoce a Dios por el estudio, y el santo (aunque no sepa teología), quien lo conoce por amarlo, y haberse ejercitado en seguir la voluntad divina. Otro ejemplo es el del jurista que conoce científicamente la justicia, y sin embargo también la conoce el hombre justo que carece de la ciencia jurídica pero ha practicado toda su vida la justicia, y por tanto, está inclinado a ella. Un psicólogo puede conocer la psiquis de un niño, pero también la puede conocer su madre por la afinidad que tenga con él, etc. 
La valoración en la realidad de este conocimiento, se da, por ejemplo, en que cualquiera prefiere poner su salud en manos de un médico que hizo estudios medianos pero que tiene treinta años de ejercicio profesional, antes que en manos de un médico recién titulado con estudios brillantes. Lo mismo ocurre cuando un viejo juez dirime un pleito por su sentido de la justicia, sin consultar un código. Toma primero su decisión, y luego busca en el código los preceptos que sirvan para apoyarla.
El conocimiento por connaturalidad, a diferencia del conocimiento conceptual, no puede expresarse ni transmitirse propiamente, pues consiste en la experiencia personal de la singularidad de las cosas en el yo. Cualquier expresión del mismo lo transformaría en conceptual, pues se haría a través de los conceptos universales que todos los hombres tienen de las cosas.
- Datos: Q5783422